# Wisch (Frise-du-Nord)
Pour les articles homonymes, voir Wisch.
Wisch est une municipalité allemande située dans le land du Schleswig-Holstein et dans l'arrondissement de Frise-du-Nord. En 2015, sa population est de 104 habitants.